# Scaunele secuiești

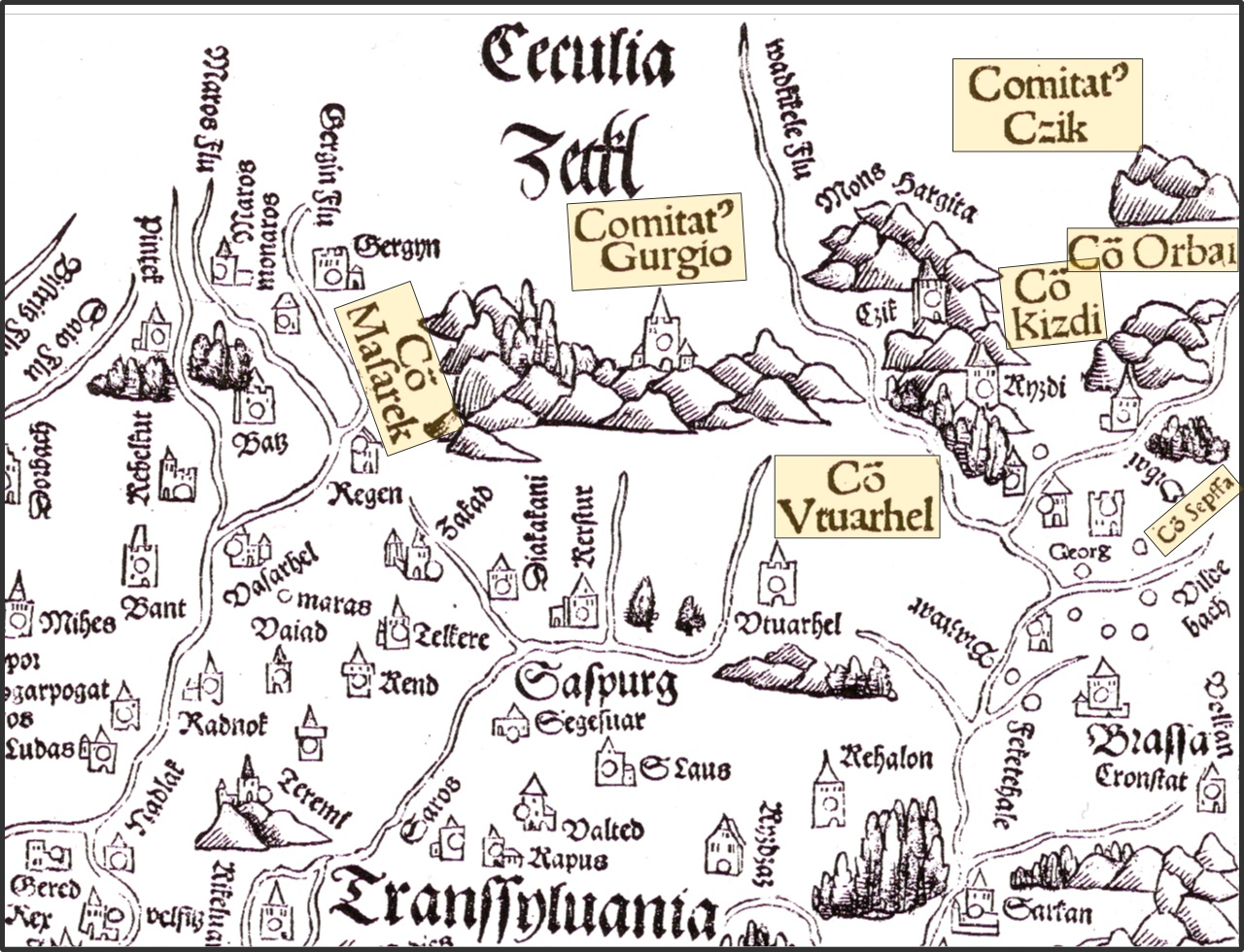
Scaunele secuiești pe la anul 1528

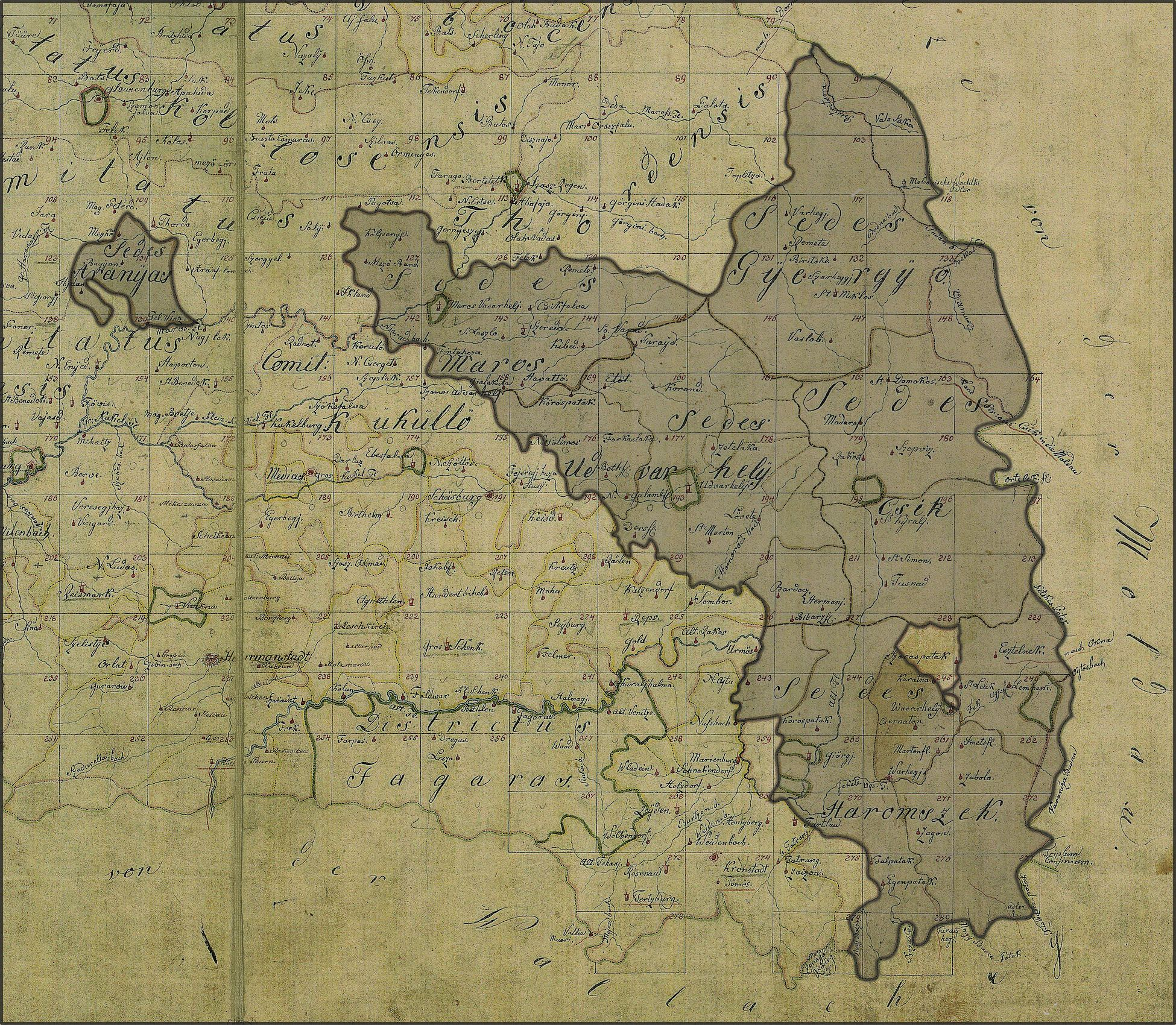
Scaunele secuiești pe hărțile iosefine, 1769-1773

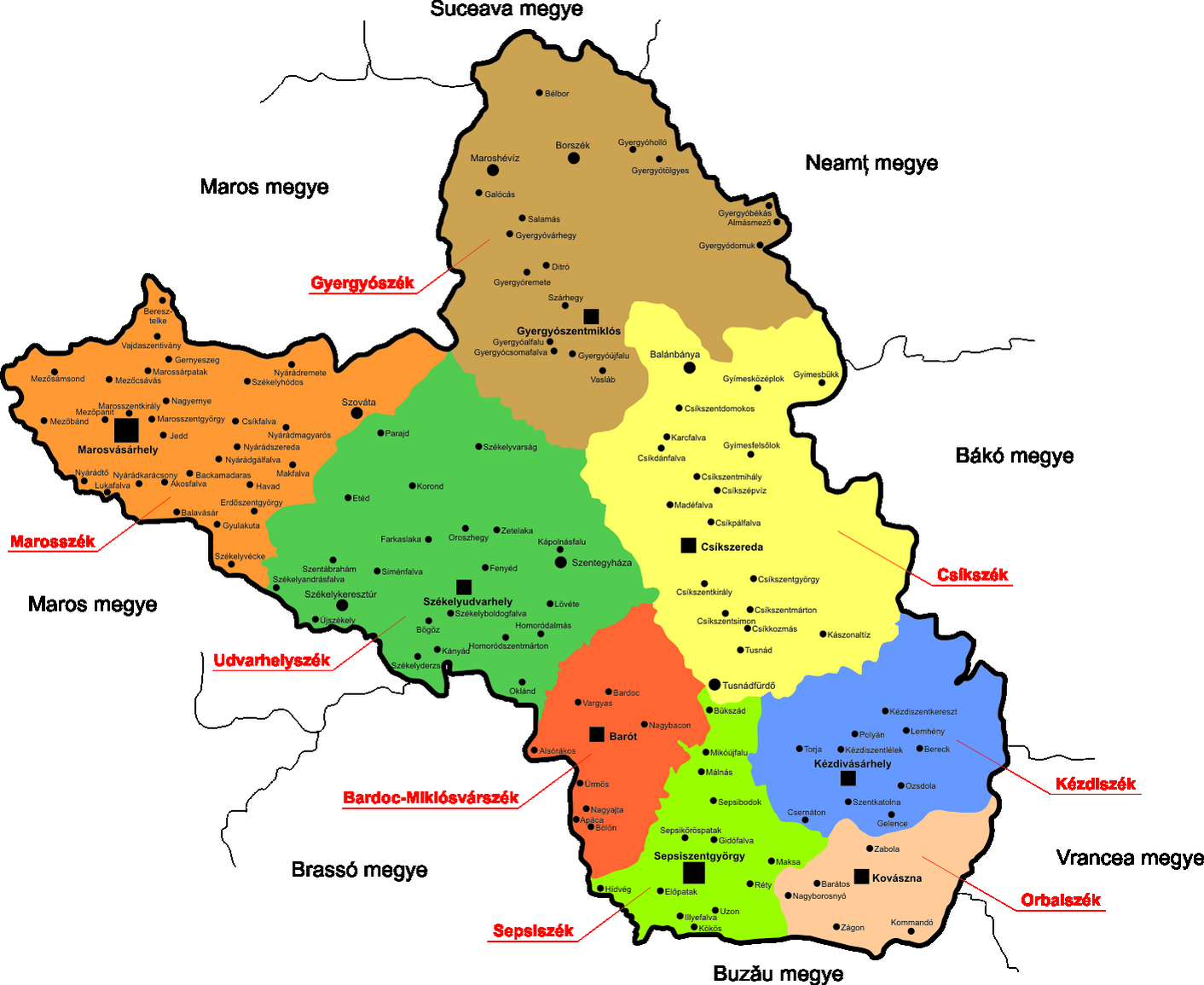

Scaunele secuiești au fost unitățile de administrare judecătorească ale secuilor din Transilvania, menționate începând cu deceniul al treilea al secolului al XIV-lea.
Din secolulul X voievodatul Transilvaniei se afla sub suzeranitatea conducătorului maghiarilor și în anul 1003 s-a unit cu Regatul Ungariei. Secuii se aflau în serviciul militar al regilor Ungariei și se află în Transilvania de cel puțin de la începutul secolului al XI-lea, când așezările lor erau situate la sud de râul Mureș și s-au extins până la frontiera Carpaților din est și sud. Din punct de vedere administrativ-teritorial, Ținutul Secuiesc a fost organizat, în secolele XIV-XV, în scaune. Noțiunea de „scaune” își derivă numele de la funcțiunea lor judiciară (scaunele de judecată, lat. sedes judiciaria), fiind preluată de secui probabil de la sași și este folosită constant în izvoarele scrise abia cu începere din secolul al XIV-lea. Scaunele secuiești aveau un pronunțat caracter militar. Fiecare scaun secuiesc avea în frunte un căpitan (lat. major exercitus, capitaneus) și un jude al pământului (lat. judex sedis sau judex terrestris), la care se adaugă apoi și judele regal (lat. judex regis). Toate aceste unități administrativ-teritoriale erau conduse, la rândul lor, de către comitele secuilor (lat. Comes Siculorum), funcție care, sub aspectul importanței sale politice, reprezenta a doua demnitate în voievodatul Transilvaniei.
Numele principalelor scaune secuiești menționate în secolele XIV-XV au fost, în ordine alfabetică, următoarele: 
- Scaunul Arieș (în maghiară Aranyosszék),
- Scaunul Ciuc (în maghiară Csíkszék), având în componență scaunele filiale Giurgeu (Gyergyó) și Casin (Kászon),
- Scaunul Chizd (în maghiară Kézdi-szék),
- Scaunul Mureș (în maghiară Marosszék),
- Scaunul Orbai (în maghiară Orbai-szék,
- Scaunul Sepsi (în maghiară Sepsi-szék),
- Scaunul Tileagd (în maghiară Telegdi-szék) (devenit ulterior Scaunul Odorhei (în maghiară Udvarhelyszék), având în componență scaunele filiale Brăduț (Bardócz) și Cristur (Keresztúr)).

Fiind de dată mai recentă, scaunul cunoscut sub denumirea generică „Trei Scaune” (în maghiară Háromszék), s-a format în secolul al XVII-lea prin contopirea scaunelor Kézdi, Sepsi (cu scaunul filial Miclăuș (Miklósvár)) și Orbai.
Scaunul Secuiesc al Arieșului, situat în nordul teritoriului de azi al județului Alba numit în maghiară Aranyosszék, avea capitala în comuna Vințul de Sus (azi redenumită Unirea) , și avea competență pentru secuii din 21 localități înconjurătoare. El a încetat să existe ca atare în 1876.
Unele așezări secuiești au fost menționate inițial în documente sub alte denumiri. În secolul al XIII-lea, respectiv în anul 1270 este amintită obștea secuilor din Tileagd (lat. universitas Siculorum de Telegd), în anii 1272 și 1311 este evocată obștea secuilor din Kézd, iar în anul 1291 sunt atestați secuii și obștea secuilor dintr-o așezare de pe Arieș. Abia în secolul al XV-lea, respectiv în anii 1408-1410 va fi amintit Scaunul Mureș, în timp ce Scaunul Odorhei va fi atestat ca atare abia în anul 1448.
Voievodatul Transilvaniei a existat până în 1526, când a fost declarat Principatul Transilvaniei. În 1765, Principatul a fost ridicat la rangul de Mare Principat. În 1848, Marele Principat al Transilvaniei a reunit cu Regatul Ungariei. După instituirea Imperiul Austro-Ungar (Dualismul austro-ungar), autoritățile maghiare de la Budapesta au decis imediat, în 1867, desființarea scaunelor secuiești, iar în locul lor au apărut mai multe comitate (vármegyék). La reforma administrativă de după 1870 s-a confirmat redistribuirea secuilor integrați în mai multe comitate alături de alte etnii, secuii nemaiavând privilegiul autonomiei în noile comitate. Scaunele secuiești au rămas desființate de administrația ungară și în 1876 la reforma administrativă, în locul lor teritoriul fiind reîmpărțit în comitate (járások).